# Nunzia
Nunzia ist ein weiblicher Vorname.

## Herkunft und Bedeutung
Der italienische Name ist die Kurzform von Annunziata.
Eine italienische Verkleinerungsform lautet Nunziatina, die männliche italienische Namensvariante Annunziato. Eine spanische weibliche Form lautet Anunciación.

## Bekannte Namensträgerinnen
- Nunzia Catalfo (* 1967), italienische Politikerin (M5S)
- Nunzia De Girolamo (* 1975), italienische Politikerin (Forza Italia)